# Poleski Uniwersytet Państwowy
Poleski Uniwersytet Państwowy (biał. Палескі дзяржаўны ўніверсітэт, ros. Полесский государственный университет) – białoruska uczelnia znajdująca się w Pińsku, utworzona w 2006 r. pod auspicjami Narodowego Banku Republiki Białorusi.

## Historia
Uczelnię powołano na mocy ukazu prezydenta Łukaszenki z 5 kwietnia 2006. Podwaliny pod jej założenie dała filia Białoruskiego Państwowego Uniwersytetu Ekonomicznego i Państwowej Wyższej Szkoły Bankowej Narodowego Banku Białorusi w Pińsku.
1 października 2006 na uniwersytecie wykładało 123 pracowników naukowych w tym 2 z tytułem doktora (habilitowanego) i 27 kandydatów nauk (doktorów). Nauki pobierało wówczas ponad 4. tys. studentów (w tym 3/4 w trybie zaocznym). W 2006 uczelnia dzieliła się na dwa wydziały: Ekonomii i Bankowości, od września 2007 można również studiować na Wydziale Kultury Fizycznej.

## Linki zewnętrzne

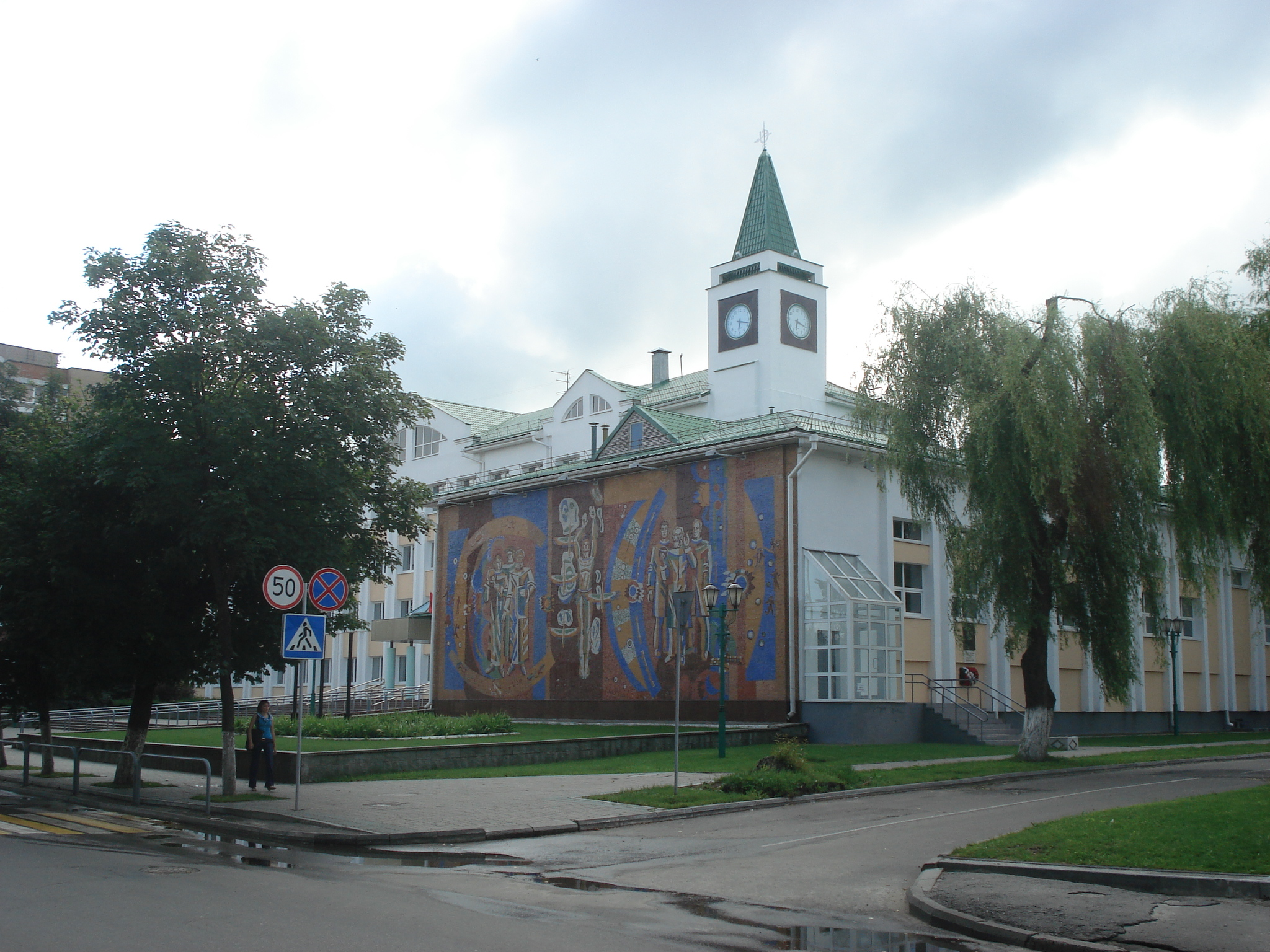
Jeden z budynków Uniwersytetu Poleskiego